# در ماه باران
در ماه باران نام یک آلبوم موسیقی اثر محمد نوری، هنرمند ایرانی است که در سبک پاپ تهیه شده و دارای ۸ آهنگ است. شهرام گلپریان کار آهنگسازی و تنظیم این آلبوم را به عهده داشته و اشعار این آلبوم نیز توسط علی اصغر محتاج سروده شده است. این اثر در پائیز ۱۳۷۶ توسط موسسه هم‌آواز آهنگ منتشر شد. 

## فهرست آهنگ‌ها[۳]
| ردیف | آهنگ         |
| ۱    | ساقی         |
| ۲    | مرغ سپید     |
| ۳    | آسمان روشن   |
| ۴    | از روزگاران  |
| ۵    | مژده نور     |
| ۶    | همه آبی      |
| ۷    | در ماه باران |